# Michael Kühnen
Michael Aloysius Alfons Kühnen (ur. 21 lipca 1955 w Bonn, zm. 21 kwietnia 1991 w Kassel) – niemiecki polityk i przywódca neonazistowski. Był jednym z pierwszych polityków po II wojnie światowej w Niemczech, którzy otwarcie reprezentowali narodowy socjalizm i wzywali do utworzenia Czwartej Rzeszy. Kühnen rozpoczął nową strategię tworzenia kilku organizacji pod tą samą nazwą, w celu zmylenia władz niemieckich, które starały się likwidować zakazane przez prawo, neonazistowskie ugrupowania. W 1986 roku Kühnen dokonał coming outu, otwarcie przyznając się do homoseksualizmu. W 1991 zmarł z powodu powikłań związanych z wirusem HIV.

## Życiorys

### Wczesna młodość
Kühnen został wychowany jako zagorzały katolik. Początkowo, jeszcze jako nastolatek wkroczył do polityki jako maoista. Gdy podjął pracę w stoczni w Hamburgu, zmienił swoje poglądy na neonazistowskie i przyłączył się do młodzieżówki lokalnej Narodowodemokratycznej Partii Niemiec, czyli Nationaldemokratische Partei Deutschlands (w skrócie NPD). Michael Kühnen nie pozostał długo w szeregach NPD i wkrótce określił członków partii mianem „tłumu burżuazyjnych świń”. Po opuszczeniu NPD przyłączył się do tworzenia ruchu neonazistowskiego.

### Lata siedemdziesiąte
Po odejściu z Narodowodemokratycznej Partii Niemiec, Kühnen przez krótki czas przebywał w wojskach lądowych niemieckiej armii, ale został z niej karnie zwolniony w 1977 roku za próbę rozpowszechniania nazistowskiej propagandy w swoich koszarach. W tym czasie studiował na Helmut-Schmidt-Universität (uczelnia pierwotnie znana jako Uniwersytet Federalnych Sił Zbrojnych w Hamburgu), z siedzibą w Hamburgu, w północnej części kraju. Po wydaleniu z armii, Kühnen podjął swoje pierwsze kroki w organizowaniu nowego ruchu o nazwie Aktionsfront Nationaler Sozialisten/Nationale Aktivisten (w skrócie ANS/NA). Początkowo Kühnen był jedynym członkiem tej organizacji, ale szybko nawiązał kontakty z podobnie myślącymi osobami na terenie całych Niemiec Zachodnich, w wyniku powstania ogólnokrajowej sieci komórek. ANS/NA szybko stała się znana ze swoich brutalnych działań, obejmujących nawet napady na banki i ataki z bronią palną, często we współpracy z innymi, podobnymi grupami, takimi jak na przykład działające w latach 1952–1994 Wiking-Jugend. Znany policji jako lider grupy, Kühnen został aresztowany w 1979, a następnie skazany na trzy i pół roku więzienia za podżeganie do przemocy i nienawiści rasowej. Wypuszczony w 1982, przystąpił do próby reorganizacji działania ANS/NA, łącząc je z działaczami Narodowych Aktywistów Thomasa Brehla, ale próby te zostały udaremnione przez Ministerstwo Spraw Wewnętrznych Niemiec, które zlikwidowało tę grupę w listopadzie 1983 roku.

### Lata osiemdziesiąte
Po zlikwidowaniu ANS/NA, Kühnen zwrócił uwagę na początkującą wówczas Wolną Niemiecką Partię Robotniczą, czyli Freiheitliche Deutsche Arbeiterpartei (w skrócie FAP) i zachęcił swoich zwolenników do zinfiltrowania i przejęcia tego ugrupowania. Propozycja Kühnena odniosła sukces, głównie ze względu na stosunkowo nieznaczną rolę FAP przed tym jak objął tam rządy, jednak mimo to Kühnen twierdził, że wsparcie dla jego sprawy przygasło podczas jego wcześniejszego pobytu w więzieniu. Być może stało się tak ze względu na odejście polityka od ortodoksyjnego nazizmu na rzecz strasseryzmu, co stawiało jego dalszą pozycję jako przywódcy pod znakiem zapytania. Michael Kühnen zaczął się także inspirować ideami Ernsta Röhma i zrezygnował z pełnego poparcia dla ideologii Adolfa Hitlera. Kühnen potępił czystki Hitlera wymierzone przeciwko Sturmabteilung (czyli Oddziałom Szturmowym NSDAP) i wzywał do powrotu do nazizmu sprzed 1934 roku. Oprócz zinfiltrowanej partii FAP, Michael Kuhnen w 1984 założył też własne ugrupowanie o nazwie Gesinnungsgemeinschaft der Neuen Front.
Z powodu rozprzestrzeniania się plotek, jakoby miał być niebawem ponownie aresztowany, Kühnen uciekł do Paryża na początku 1984 i znalazł schronienie u neonazistowskiej grupy Fédération d'action nationale et européenne (w skrócie FANE), z którą wcześniej nawiązał kontakt. Podczas pracy z FANE, odwiedził Hiszpanię i spotkał się z dawnym członkiem Waffen-SS, Léonem Degrelle, który stał się główną postacią hiszpańskiego neonazistowskiego ugrupowania o nazwie Hiszpańskie Koło Przyjaciół Europy, czyli Círculo Español de Amigos de Europa (w skrócie CEDADE). Następnie Kühnen został aresztowany w Paryżu, po czym przeprowadzono jego ekstradycję do Niemiec, gdzie stanął przed sądem z powodu zarzutów o powiązania z neonazizmem. Został wówczas skazany na cztery lata więzienia.
W 1986 roku, podczas pobytu w więzieniu, Kühnen dokonał swojego coming outu, czyli ujawnił publicznie, że jest homoseksualistą. W odpowiedzi na krytykę wynikłą wewnątrz ruchu neonazistowskiego po ujawnieniu swojej orientacji seksualnej, twierdził, że fakt, iż nie założył rodziny spowodował, że miał więcej czasu by poświęcić się ideologii. Zwrócił przy tym uwagę, że Ernst Röhm był również jednocześnie homoseksualistą, jak i nazistą. Kühnen mimo swoich argumentów stracił dużo poparcia ze strony negatywnie ustosunkowanej do homoseksualizmu, neonazistowskiej sceny politycznej. Rozłam w FAP-ie pomiędzy Kühnenem, a jego niedawnym sojusznikiem Friedhelmem Busse doprowadził do objęcia przewagi skrzydła antyhomoseksualnego, która przejęła skuteczną kontrolę nad partią od 1989 roku. Michael Kühnen został zwolniony z więzienia w marcu 1988 roku i niemal od razu założył nowe ugrupowanie o nazwie Nationale Sammlung. Gdy organizacja ta została zlikwidowana w następnym roku, Michael Kühnen zainicjował politykę polegającą na zakładaniu różnych organizacji w celu zmylenia władz. Spośród tak powstałych ugrupowań, najbardziej znana była założona w 1989 Niemiecka Alternatywa, czyli Deutsche Alternative (w skrócie DA). Mniej więcej w tym czasie Kühnen został zarażony wirusem zespołu nabytego braku odporności, czyli HIV.

### Lata dziewięćdziesiąte
Kontynuując swoją taktykę bezpośrednich działań, ósmego kwietnia 1991 roku, Kühnen poprowadził grupę skinheadów z ruchu na rzecz białej supremacji do Frankfurtu nad Odrą, by zaprotestować przeciwko otwarciu wschodniej granicy Niemiec z Polską. Mimo obecności policji, demonstranci Kühnena rzucali kamieniami i innymi przedmiotami w samochody przekraczające granicę. Polski incydent graniczny był ostatnim działaniem publicznym polityka. Kühnen zmarł 25 kwietnia 1991 roku na powikłania związane z zespołem nabytego niedoboru odporności, czyli AIDS. Jego ciało zostało skremowane przy Kasseler Westfriedhof na zachodnim cmentarzu miasta Kassel. Jego śmierć miała dwojaki wpływ na niemiecki ruch neonazistowski. Z jednej strony oznaczała ona utratę jego najbardziej dynamicznego lidera. Z drugiej strony śmierć Kühnena spowodowała pominięcie nawarstwionych wcześniej podziałów. Michael Kühnen został zastąpiony przez Christiana Worcha, jego najbliższego sprzymierzeńca, którego nominował jako swojego następcę w kierownictwie.

## Twórczość
- Die zweite Revolution. Glaube und Kampf. 1979, nicht im Handel erhältlich
- Nationalsozialismus und Homosexualität. Eigendruck, Paris 1986,
- National-socialisme et homosexualité. Éditions Ars magna, Nantes, 2004. ISBN 2-912164-33-8 (francuskie wydanie Nationalsozialismus und Homosexualität)
- Führertum zwischen Volksgemeinschaft und Elitedenken.
- Einführung in die NS-Lebensanschauung.
- Das 25 Punkte Programm der NSDAP neukommentiert.
- Lexikon der Neuen Front.
- Politisches Soldatentum: Tradition und Geist der SA.